# Photinia zhejiangensis
Photinia zhejiangensis är en rosväxtart som beskrevs av Pao Ling Chiu. Photinia zhejiangensis ingår i släktet Photinia och familjen rosväxter. Inga underarter finns listade i Catalogue of Life.